# Spindasis congolanus
Spindasis congolanus är en fjärilsart som beskrevs av Abel Dufrane 1954. Spindasis congolanus ingår i släktet Spindasis och familjen juvelvingar. Inga underarter finns listade i Catalogue of Life.